# Rappresentante d'istituto
Il rappresentante d'istituto, noto anche come presidente d'istituto, è la carica istituzionale studentesca più alta all'interno di un istituto scolastico. Ricopre il ruolo di portavoce degli studenti nei confronti della dirigenza, che si configura generalmente nel dirigente scolastico e il consiglio di istituto. 
Venne istituito dai Provvedimenti Delegati sulla scuola del 1974.

## Diritti
L'autorità e la responsabilità varia in base alle rispettive istituzioni. Il rappresentante può pianificare le attività degli studenti, supportare delle politiche scolastiche da parte degli studenti, riconoscere delle problematiche relative allo sviluppo degli studenti e comunicare tra il personale scolastico e il consiglio studentesco. Oltre a questo il rappresentante d'Istituto detiene i diritti di: 
- esprimere le proprie opinioni e ad essere ascoltato e rispettato dai propri compagni;
- richiedere l’assemblea d'istituto seguendo le modalità concordate col Dirigente Scolastico;
- sospendere l’assemblea, nel caso in cui non ci sia un regolare svolgimento e chiedere che l'intero istituto riprenda l’attività didattica;
- partecipare al Consiglio d’Istituto.

Alcune scuole variano nei poteri per il rappresentante dei loro governi studenteschi, ma molte concedono il potere di veto. Alcune costituzioni e statuti del consiglio studentesco attribuiscono poteri non esplicitamente dichiarati o evitano di dare al rappresentante determinati poteri per questioni di privacy.

## Doveri
I doveri includono lavorare con gli studenti per risolvere i problemi e informare il Consiglio d'istituto delle idee emanate dal corpo studentesco. Esso è anche tenuto a: 
- mantenere un comportamento adeguato alle situazioni ed essere un modello per l'istituto
- partecipare al corso di formazione per i rappresentanti, ai Consigli d'istituto e a tutte le altre riunioni alle quali è invitato
- sapere gestire le assemblee d'istituto richiedendo attenzione e partecipazione ai compagni

## Elezione
Membro del Consiglio d'Istituto, viene eletto dalla componente genitori, dalla componente del personale ATA e dalla componente degli studenti. 
I rappresentanti d'Istituto sono eletti (3 se inferiore a 500 studenti, 4 se superiore) attraverso il sistema proporzionale, principalmente nei mesi di ottobre o novembre in modo democratico. 
Il rappresentante d'istituto, sia genitoriale che studentesco, rimane in carica un anno scolastico nella maggior parte delle scuole, ma alcuni possono restarci per più tempo. Il rappresentante stesso, il suo vice e i membri della lista, potranno essere eletti: 
- tramite voto diretto degli studenti
- tramite voto diretto del Consiglio studentesco
- tramite voto diretto dei genitori degli studenti

### Successore
Nel Consiglio studentesco, il vicepresidente può ricoprire la carica di rappresentante se il presidente in carica non è in grado di adempiere alle proprie funzioni in modo permanente o si dimette.

## Nel mondo

### Stati Uniti
Negli Stati Uniti d'America i rappresentanti d'istituto possono fissare appuntamenti per studenti, comitati e consigli, possono creare associazioni, possono gestire il budget d'istituto e possono rappresentare l'istituzione ad altre associazioni o organi.
Sebbene supportato da posizioni di altri ufficiali (ad es Vicepresidente, Segretario, Tesoriere, ecc.), si presume che un rappresentante d'istituto statunitense acquisisca conoscenza della procedura parlamentare e, nella maggior parte dei casi, del Regolamento dell'Ordine di Robert. 
Negli Stati Uniti, oltre il 70% dei presidenti del governo studentesco viene retribuito.